# Einbettungssatz von Nash
Der Einbettungssatz von Nash (nach John Forbes Nash Jr.) ist ein Ergebnis aus dem mathematischen Teilgebiet der riemannschen Geometrie. Er besagt, dass jede riemannsche Mannigfaltigkeit isometrisch in einen euklidischen Raum {\displaystyle \mathbb {R} ^{n}} für ein geeignetes {\displaystyle n} eingebettet werden kann. 
„Isometrisch“ ist dabei im Sinne der riemannschen Geometrie gemeint: Die Längen von Tangentialvektoren und die Längen von Kurven in der Mannigfaltigkeit bleiben erhalten. Die übliche euklidische Metrik von {\displaystyle \mathbb {R} ^{n}} sollte in der eingebetteten Untermannigfaltigkeit die vorgegebene Metrik {\displaystyle g} der Riemannschen Mannigfaltigkeit induzieren, so dass in lokalen Koordinaten für die Einbettung {\displaystyle u=(u^{1},...,u^{n})\colon M\to \mathbb {R} ^{n}} gilt:
{\displaystyle \sum _{l=1}^{n}{\frac {\partial u^{l}}{\partial x^{i}}}{\frac {\partial u^{l}}{\partial x^{j}}}=g_{ij}}
Man kann sich riemannsche Mannigfaltigkeiten also stets als Untermannigfaltigkeiten eines euklidischen Raumes vorstellen. Die Dimension des euklidischen Raums ist dabei im Allgemeinen allerdings deutlich größer als die der riemannschen Mannigfaltigkeit.
Das analoge Ergebnis für gewöhnliche differenzierbare Mannigfaltigkeiten ist der Einbettungssatz von Whitney, der wesentlich einfacherer Natur ist. 
Eine Einbettung im lokalen reell analytischen Fall wurde von Élie Cartan  und Maurice Janet 1926 bewiesen (mit {\displaystyle n={\tfrac {m(m+1)}{2}}}, wobei {\displaystyle m} die Dimension der Riemannschen Mannigfaltigkeit {\displaystyle M} ist). Nash bewies die Möglichkeit der globalen Einbettung zunächst für differenzierbare Einbettungen in {\displaystyle C^{1}}  (verbessert durch Nicolaas Kuiper), dann im Fall {\displaystyle C^{k}}. Im globalen reell analytischen Fall gab Nash 1966 einen Beweis.
Der Beweis von Nash ist 1989 durch Matthias Günther (Universität Leipzig) vereinfacht worden.
Es ergeben sich jeweils Schranken für die Höhe der Dimension {\displaystyle n} des {\displaystyle \mathbb {R} ^{n}} abhängig von der Dimension {\displaystyle m} der einzubettenden Riemannschen Mannigfaltigkeit {\displaystyle M}, zum Beispiel im Fall {\displaystyle C^{1}} durch Nash und Kuiper {\displaystyle n\geq 2m+1}. Im Fall {\displaystyle C^{k}} ({\displaystyle k\geq 3}) zeigte Nash 1956 die Existenz einer globalen Einbettung für {\displaystyle n={\tfrac {(3m+11)m}{2}}} (kompakte Mannigfaltigkeit {\displaystyle M}), bzw. {\displaystyle n={\tfrac {(3m+11)m(m+1)}{2}}} (nicht-kompakter Fall).
In seiner Arbeit von 1956 legte Nash auch die Grundlagen für die Nash-Moser-Technik, die vielfach Anwendung in der Theorie nichtlinearer partieller Differentialgleichungen fand.